# Megametopon piperatum
Megametopon piperatum là một loài bướm đêm trong họ Geometridae.